# Mary Knight
Mary Knight, född 1631, död 1698, var en engelsk sångare och poet.
Mary Knight var halvsyster till poeten Henry Birkhead. 
Sedan hon hade separerat från sin make började hon uppträda som sångare vid Henry Lawes konserter. Under den puritanska republiken var all scenkonst förbjuden, men Lawes konserter var tekniskt sett privata tillställningar. Lawes inkluderade några av hennes dikter i sin egen diktsamling 1655. 
Efter restaurationen 1660 kunde hon börja uppträda professionellt i offentliga konserter, var en välkänd sångare och uppträdde regelbundet vid det kungliga hovet. Det ryktades att hon var älskarinna till Karl II, men det finns i själva verket ingenting som tyder på något sådant. 
Hon mottog en kunglig pension 1672.